# Mirco Antenucci
Cet article possède un paronyme, voir Mirko Antonucci.
Mirco Antenucci, né le 8 septembre 1984 à Termoli, est un footballeur italien, évoluant au poste d'attaquant.

## Biographie
Lors de la saison 2009-2010, il inscrit 24 buts en Serie B italienne, ce qui fait de lui le deuxième meilleur buteur du championnat, derrière le brésilien Éder, à égalité avec Rolando Bianchi et Mauricio Pinilla.
Le 19 août 2014, il rejoint le club anglais de Leeds United.